# Phyllis Avery
Pour les articles homonymes, voir Avery.
Phyllis Avery est une actrice américaine, née le 14 novembre 1922 à New York (État de New York), morte le 19 mai 2011 à Los Angeles (Californie).

## Biographie
Phyllis Avery débute à 14 ans au théâtre à Broadway (New York) en 1937, dans la comédie musicale Orchids Preferred. Là, suit en 1937-1938 l'opérette Trois valses, sur une musique d'Oscar Straus. Puis elle joue à Broadway dans six pièces jusqu'en 1946, dont Winged Victory (en) de Moss Hart (1943-1944, avec Alan Baxter, Karl Malden et Don Taylor), portée au grand écran en 1944 sous le même titre.
Observons ici qu'en 1944, elle épouse en premières noces Don Taylor, dont elle divorce en 1956.
Au cinéma, elle contribue à seulement six films américains disséminés de 1951 à 1999 (dont un court métrage en 1961). Mentionnons La Furie du désir de King Vidor (1952, avec Jennifer Jones, Charlton Heston et Karl Malden), Les Rois du jazz de Michael Curtiz (1956, avec Gordon MacRae et Dan Dailey) et Made in America de Richard Benjamin (1993, avec Whoopi Goldberg et Ted Danson).
À la télévision américaine, outre deux téléfilms (1962-1971), Phyllis Avery apparaît dans quarante-six séries entre 1952 et 1995, dont Perry Mason (deux épisodes, 1958-1961), Laramie (deux épisodes, 1960-1963) et Drôles de dames (un épisode, 1977).

## Théâtre à Broadway (intégrale)
(pièces, sauf mention contraire)
- 1937 : Orchids Preferred, comédie musicale, musique de David Stamper, lyrics et livret de Fred Herendeen : Goldie
- 1937-1938 : Trois valses (Three Waltzes), opérette, musique d'Oscar Straus, livret original de Paul Knepler et Armin Robinson, adapté par Clare Kummer et Rowland Leigh : membre des troupes de ballet et de can-can
- 1940-1941 : La Marraine de Charley (Charley's Aunt) de Brandon Thomas, mise en scène de Joshua Logan : Amy Spettigue
- 1941-1942 : Letters to Lucerne de Fritz Rotter et Allen Vincent : Sally Jackson
- 1942 : Little Darling d'Eric Hatch : Alice Buchfelter
- 1942 : Ask My Friend Sandy de Stanley Young : Mary « Squeegee » O'Donnell
- 1943-1944 : Winged Victory de Moss Hart (également metteur en scène), musique de scène de David Rose, costumes d'Howard Shoup
- 1945-1946 : Brighten the Corner de John Cecil Holm, mise en scène d'Arthur O'Connell : Jeri Carson

## Filmographie

### Cinéma (intégrale)
- 1951 : Queen for a Day d'Arthur Lubin, segment Gossamer World : Marjorie
- 1952 : La Furie du désir (Ruby Gentry) de King Vidor : Tracy McAuliffe
- 1956 : Les Rois du jazz (The Best Things in Life Are Free) de Michael Curtiz : Maggie Henderson
- 1961 : Anatomy of an Accident de LeRoy Prinz (court métrage) : Helen Avery
- 1993 : Made in America de Richard Benjamin : la première vieille femme blanche
- 1999 : The Secret Life of Girls d'Holly Goldberg Sloan : une vieille femme

### Télévision

#### Séries (sélection)

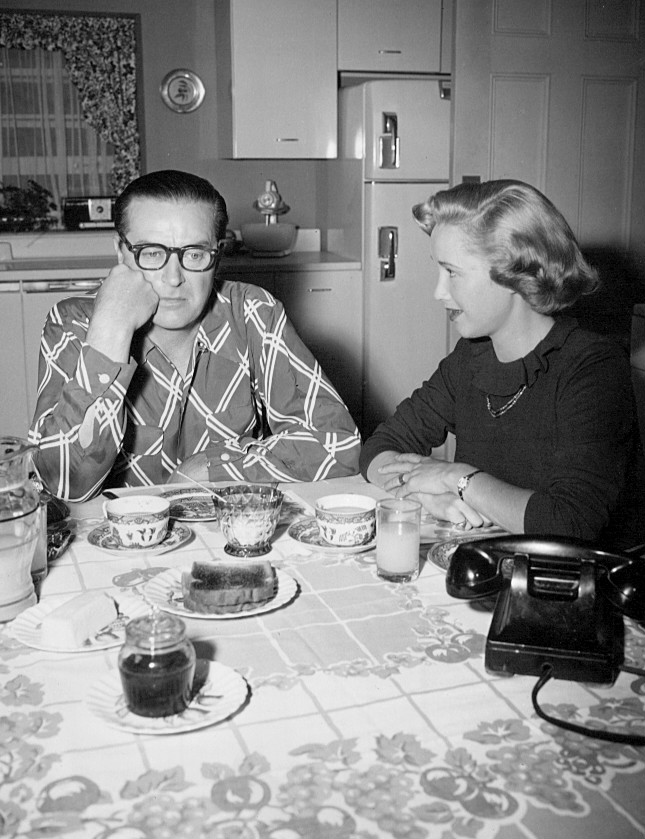
Avec Ray Milland en 1954 (photo promotionnelle pour la série Meet Mr. McNutley)

- 1953-1955 : Meet Mr. McNutley (puis The Ray Milland Show)
  - Saisons 1 et 2, 70 épisodes : Peggy McNutley
- 1957 : La Flèche brisée (Broken Arrow)
  - Saison 2, épisode 8 The Teacher : Myra Jane Benson
- 1958-1961 : Perry Mason, première série
  - Saison 1, épisode 26 L'Épouse mal éveillée (The Case of the Half-Wakened Wife, 1958) : Marion Shelby
  - Saison 5, épisode 12 The Case of the Brazen Bequest (1961) d'Arthur Marks : Mary Cromwell
- 1959 : Rawhide
  - Saison 1, épisode 21 No Man's Land (Incident in No Man's Land) de Jack Arnold : Ann Macauley
- 1959 : L'Homme à la carabine (The Rifleman)
  - Saison 2, épisode 12 The Baby Sitter de Sam Peckinpah : Leona Pickford Bartell
- 1960 : Peter Gunn
  - Saison 2, épisode 33 Send a Thief de Lamont Johnson : Doris Reese Stewart
- 1960 : Laramie
  - Saison 2, épisode 5 Ride Into Darkness (1960) de Lesley Selander : Mae
  - Saison 4, épisode 19 The Fugitives (1963) de Joseph Kane : Myra Greevy
- 1962 : Aventures dans les îles (Adventures in Paradise)
  - Saison 3, épisode 22 La Fille de la jungle (The Beach at Belle Anse) de Charles F. Haas : Paula
- 1963 : Le Virginien (The Virginian)
  - Saison 1, épisode 20 If You Have Tears de Richard L. Bare : Martha Clain
- 1963 : Le Jeune Docteur Kildare (Dr. Kildare)
  - Saison 3, épisode 9 Four Feet in the Morning de Jack Smight : Roberta Landon
- 1964 : Le Plus Grand Chapiteau du monde (The Gratest Show on Earth)
  - Saison unique, épisode 20 Man in a Hole : Anne
- 1967 : Daniel Boone
  - Saison 4, épisode 3 The Renegade : Martha Jimson
- 1973 : All in the Family
  - Saison 4, épisode 9 Edith's Conversion de Bob LaHendro et John Rich : Sœur Theresa
- 1977 : Drôles de dames (Charlie's Angels)
  - Saison 1, épisode 13 Piège pour dames (Angel Trap) de George McCowan : Janine Manchand

#### Téléfilms (intégrale)
- 1962 : I Love My Doctor de David Butler : Connie Barkley
- 1971 : La Dernière Chance (The Last Child) de John Llewellyn Moxey : une infirmière